# اویلینا راسلی
اویلینا راسلی (انگلیسی: Evelina Raselli؛ زادهٔ ۳ مهٔ ۱۹۹۲) بازیکن هاکی روی یخ اهل سوئیس است.